# Rayの2h
「Rayの2h」（レイのにえっち）は、2012年1月3日から2013年3月26日にかけて超!A&G+のA&G ARTIST ZONE 2hの火曜日にて放送されていた生放送番組。パーソナリティはRay、アシスタントは西山宏太朗。

## 番組概要

### パーソナリティ
- Ray

### アシスタント
- 大島崚（2012年1月 - 2012年3月）
- 西山宏太朗（2012年4月 - 2013年3月）

### 放送時間
2012年1月3日 - 2013年3月26日
火曜日 19:00 - 21:00（リピート放送：水曜日13:00 - 15：00）

## コーナー
日本全国なまらスゴイっしょ!
リスナーからふるさと自慢を集め、0-5「なまら」で判定する。「なまら」とは北海道の方言で「とても」の意味。
お願い!Rayラ!
Rayが謎の留学生レイラに扮し、リスナーのどんなお願いでもOKといって答えてくれる。
週に5つのお願いに答えるが、そのうち1つはNoといって断ることができる。
おせんべぽりぽり
Rayの好物であるせんべいを食べるコーナー

## 単発出演者

### 代理パーソナリティ
- 第24回（2012年06月12日） - 黒崎真音の2h
- 第25回（2012年06月19日） - 黒崎真音の2h
- 第47回（2012年11月20日） - 西山宏太郎の2h
- 第48回（2012年11月27日） - 東山奈央の2h
- 第49回（2012年12月04日） - 黒崎真音の2h
- 第54回（2013年01月08日） - 流田豊の2h
- 第55回（2013年01月15日） - 川田まみの2h
- 第56回（2013年01月22日） - 織田かおりの2h

### ゲスト
- 第05回（2012年01月31日） - 川田まみ
- 第19回（2012年05月08日） - 黒崎真音
- 第20回（2012年05月15日） - 川田まみ
- 第21回（2012年05月22日） - Machico
- 第22回（2012年05月29日） - 鷲崎健
- 第30回（2012年07月24日） - 黒崎真音
- 第31回（2012年07月31日） - AiRI
- 第32回（2012年08月07日） - 川田まみ
- 第33回（2012年08月14日） - mao
- 第34回（2012年08月21日） - 流田Project
- 第45回（2012年11月06日） - 分島花音